# Partito Comunista Rivoluzionario Voltaico
Il Partito Comunista Rivoluzionario Voltaico (in francese Parti Communiste Révolutionnaire Voltaïque, abbreviato PCRV) è un partito politico comunista burkinabè.
È stato fondato il 1º ottobre 1978, in seguito a una scissione dall'Organizzazione Comunista Voltaica (OCV). Il PCRV seguiva la linea politica del Partito del Lavoro d'Albania, cioè il marxismo-leninismo di matrice antirevisionista (in seguito conosciuto come hoxhaismo). Nel suo manifesto il partito si pone obiettivo l'abolizione dell'imperialismo (soprattutto quello francese) e la costruzione di uno Stato laico, democratico, popolare e sotto il controllo di operaio, cittadini e combattenti della rivoluzione attraverso la confisca dei mezzi di produzione, resi pubblici e al servizio del popolo.
Il PCRV non sostenne il governo rivoluzionario di Thomas Sankara istituito nel 1982, in quanto non riteneva un colpo di stato comparabile ad una rivoluzione popolare. Al tempo il partito godeva di un buon seguito. Nel settembre 1984 avvenne una scissione nel partito da parte di una fazione che fondò il Gruppo Comunista Burkinabè, il quale sosteneva il governo di Sankara e ottenne un seggio nel gabinetto.